# غاية المنى
غاية المنى كانت جارية وشاعرة وأديبة من أديبات الأندلس.

## سيرتها
كانت غاية المنى جارية لدى الشاعر الأندلسي المعتصم بن صمادح، وقد اشتهرت بصوتها العذب ومهارتها في الغناء إلى جانب فصاحة لسانها وبراعتها في الشعر والأدب.